# 聯發生物科技
聯發生物科技股份有限公司（英語：Advanced Green Biotechnology Inc.，簡寫：AGB、AGBT），簡稱聯發生技，是以開發及生產生物農藥及生物肥料為主的生物技術公司。
成立於 2002年4月中興大學育成中心，進行生物性肥料之開發，2006年正式結束，2008年底進駐屏東農業生物科技園區，2010年9月成立台北分公司，2011年初於中國南京成立子公司，產品及廠房已通過法國貝爾國際認證機構ISO 9001及ISO 14001之認證，是全球第一家生物性肥料及生物性農藥同時取得雙認證的生產工廠。

## 歷史沿革
2002年
- 公司創立
- 進駐中興大學育成中心
- 與中興大學土壤環境科學系楊秋忠教授產學合作，進行生物性肥料之開發 [2]

2003年
- 與中興大學昆蟲系唐立正合作開 發蟲生真菌生物防治產品 獲得國科會「提升產業技術及人才培育研究計畫」補助
- 進行臺灣、中國及美國專利申請

2006年
- 取得經濟部破殼而出獎 [3][4]
- 通過ISO9001 、ISO14001認證 [5]

2007年
- 核准進入屏東農業生物技術園區 [6]

2008年
- 屏東農業生物科技園區建廠完成

2009年
- 通過 ISO9001、ISO14001續評
- 榮獲獎項
  - 科技農企業優選獎 [7]
  - 中小企業創新研究獎 [8]
  - 科技農企業菁創獎 [9][10]
  - 國家生技醫療品質獎[11]- 銅獎[12]
    - 溶磷菌1號 [13]
- 取得越南產品上市準證
- 8項產品通過歐盟EEC834/2007、美國NOP[14]、日本JAS有機資材 [15]

2010年
- 第七屆國家新創獎 [16]
- 生醫暨生農選秀
- 國家品質標章
  - 溶磷菌1號
  - 枯草桿菌3號  [17][18]
- 國家生技醫療品質獎 - 銅獎
  - 枯草桿菌3號 [19][20]

2011年
- 國家品質標章 [21]
  - 溶磷菌1號  [22]
  - 枯草桿菌3號
  - 黑殭菌 [23]
- 國家生技醫療品質銀獎
  - 黑殭菌 [24][25]
- 行政院環保署 - 節能減碳行動標章 [26]

2012年
- 行政院勞工委員會職業訓練局- TTQS訓練品質評核系統[27]- 銅牌獎
- 行政院環保署 - 節能減碳行動標章
- 績優營業人獎
- 2項製程專利申請
- OEM及ODM業務展開
- 菌專家溶磷菌、菌專家淋溶肥，取得8-03微生物肥料登記證

## 產品項目
生物肥料 Biofertilizer 
- 溶磷菌(Fert P)[28]
- 淋溶肥
- 菌根菌(Fert  Root) [29]

生物農藥 Biopesticide
- 黑殭菌(Vigor MA)[30]
- 枯草桿菌三號(Vigor BM)[31]
- 枯草桿菌一號(Vigor BS)[32]
- 放線菌(Vigor AM)[33]

動物飼料添加劑 Animal Feed Additives
- 飼寶菌(Profeed Baci)

環境用藥 Environment
- 堆肥菌(Eco Kompo)
- 活效菌(Eco Odlex )

## 延伸閱讀
- 陳玟瑾.  (PDF) （中文）. 臺中區農業改良場[永久]
- 楊秋忠、沈佛亭.  (PDF). 農業生技產業季刊. 2008年  [2013-06-14]. （原始内容 (PDF)存档于2014-12-22） （中文）. AGBIO - 農業生技產業資訊網
- 陳政忻.  (PDF). 第四期／農業生技產業季刊. 2005年  [2013-06-18]. （原始内容 (PDF)存档于2016-03-10） （中文）. AGBIO - 農業生技產業資訊網
- 陳葦芋.  (PDF). 農業生技產業季刊. 2008年 （中文）. AGBIO - 農業生技產業資訊網[永久]
- 李貽華.  (PDF). 行政院農業委員會農業藥物毒物試驗所. 2009年8月. （原始内容 (PDF)存档于2013-10-23） （中文）. 農業藥物毒物試驗所
- 劉上賓. . 2012-06-27 （中文）. 美和科技大學[永久]
- 吳青常. . 經濟日報 A15. 2011年1月12日 （中文）. 中興大學 - 楊秋忠教授[永久]
- 謝梅芬. . 聯合報. 2012-11-06 （中文）.

## 外部連結
公司網頁
- （繁體中文） 聯發生物科技股份有限公司 （页面存档备份，存于）
- （简体中文） 联发生物科技股份有限公司 （页面存档备份，存于）
- （英文） Advanced Green Biotechnology Inc. （页面存档备份，存于）

 公司影片簡介 Youtube
- （繁體中文） http://www.youtube.com/watch?v=2zicvTY7IOw （页面存档备份，存于）
- （简体中文） http://www.youtube.com/watch?v=8gwwtyCTjOc
- （英文） http://www.youtube.com/watch?v=X9wsoX3sG5A （页面存档备份，存于）